# 三大运动
三大运动是指中华人民共和国建政初期所进行的3个大规模政治运动——抗美援朝、土地改革和镇压反革命。

## 抗美援朝
1950年10月，中华人民共和国以“中国人民志愿军”的名义大规模介入朝鲜战争，毛泽东的号召“抗美援朝，保家卫国”成为国内普遍宣传的政治口号，开始广泛进行“反对美帝国主义及其走狗”的政治宣传。

## 镇压反革命
镇压反革命运动（镇反运动）开始于1950年3月，10月10日通过《关于镇压反革命活动的指示》（双十指示）后，在全国范围内大规模开展。政务院于1951年2月21日出台了《中华人民共和国惩治反革命条例》，镇压对象包括“匪首、惯匪、恶霸、特务、反动会门头子”。1951年2月间，根据毛泽东的建议，中共中央专门召开会议讨论了处决人犯的比例问题，“决定按人口千分之一的比例，先殺此数的一半，看情形再作決定”。，由于缺乏明确的量刑标准和法律审判程序，地方政府为了完成中央的杀人指标，也有不少“小偷、吸毒犯、普通地主、普通国民党党团员、普通国民党军官”，许多国民党投诚官兵和中共地下党员也被当作反革命分子处死。1951年10月，全国规模的镇压反革命运动基本结束，逐渐让位于三反五反运动。根据公安部副部长徐子荣1954年1月的一份报告称：镇反运动以来，全国共捕了2,620,000余名，其中共杀“反革命”分子712,000余名，关了1,290,000余名，先后管制了1,200,000。捕后因罪恶不大，教育释放了380,000余名。